# Asociația Club Sportiv SR Brașov
L'Asociația Club Sportiv SR Brașov, nota semplicemente come Brașov (/braˈʃov/), è una società calcistica rumena con sede nella città di Brașov. Milita in Liga III.

## Storia
Il calcio a Brașov iniziò a essere praticato tra il 1912 e il 1914. Nel 1928 il Colțea Brașov vinse il titolo nazionale e per dieci anni rivaleggiò con i concittadini del Braşovia, che raggiunse la semifinale del campionato nazionale rumeno nel 1925.
Nel 1936 i due club si fusero per formare il FC Braşov. La prima rosa del club comprendeva, tra gli altri, i seguenti calciatori: Năftănăilă, Aurel Stroe, Pitu, Chicomban, Danciu, Pedrea, Chirică, Dumitrescu, A. Iftimie e Dănăilă.
L'Uzinele Astra Braşov esordì nel campionato rumeno nel 1939-1940, partendo dalla divisione regionale del distretto di Braşov , nel cui gruppo 2 chiuse al terzo posto. La promozione in Divizia B fu ottenuta già l'anno dopo, vincendo la finale regionale, ma la stagione seguente fu rinviata a causa dello scoppio della seconda guerra mondiale.

## Cronistoria
- Abschnitt 15 (Secția 15 a) (1936-1939)
- Uzinele Astra Brașov (U.A.B.) (1939-1948)
- Steagul Roșu Brașov (1948-1950, 1955-1957, 1958-1979)
- Metalul Brașov (1951-1954)
- Energia Brașov (1957-1958)
- Fotbal Club Muncitoresc (FCM) Brașov (1979-1990)
- Fotbal Club (FC) Brașov (1990-2017)[1]
- AS SR Brașov (2017-)

## Allenatori e presidenti

### Allenatori
Nel corso della sua lunga storia, il club guidato da Tâmpa ha avuto 65 tecnici che hanno ricoperto il ruolo di capo allenatore.
Il primo allenatore del club fu Silviu Ploeșteanu , che ricoprì la carica per 20 anni, durante i quali ottenne prestazioni storiche, sfiorando il titolo nazionale nella stagione 1959-60 . Nicolae Proca è il secondo allenatore che è riuscito a collocare lo Steagul al terzo posto, avendo ricoperto la carica per 5 mandati attivi fino alla sua morte nel 2007. In panchina sono stati inseriti anche ex giocatori internazionali che hanno ottenuto prestazioni indimenticabili, ad esempio Marius Lăcătuș, Ilie Dumitrescu e Ioan Andone . 
Nel 1948 assunse il comando della Bandiera Rossa a Brașov.

### Presidenti
Nel 1945, sotto la pressione del nuovo regime, il club si riorganizzò sotto la presidenza dell'ingegnere Ion Pateanu e del capo del dipartimento di calcio, Theodor Banesiu, e quando il campionato riprese nell'edizione 1946/1947, il club cambiò il suo nome in UAB Brașov , conquistando il terzo posto nel campionato di divisione C alla fine della stagione. Uno dei presidenti più longevi del club è stato Romeo Pascu, noto per le sue bizzarre partite dall'inizio degli anni '90 fino al 2000. Dopo di lui, la carica è stata ricoperta da diverse persone, tra cui Dinu Gheorghe, ma colui che ha ricoperto la carica più a lungo è stato il proprietario Ioan Neculaie , noto con il soprannome Berlusconi di Brașov per il suo successo negli affari. Nel 1995, Iosif Kovacs arrivò all'Brașov, dove ricoprì diversi incarichi dirigenziali fino al 2004. Dal dicembre 2010, tornò all'Brașov, dove ricoprì la carica di presidente esecutivo.

## Palmarès

### Competizioni nazionali
- Liga II: 2

1998-1999, 2007-2008

### Competizioni internazionali
- Coppa dei Balcani per club: 1

1961

### Altri piazzamenti
- Campionato rumeno:

Secondo posto: 1959-1960
Terzo posto: 1973-1974, 2000-2001
- Coppa di Romania:

Semifinalista: 1957-1958, 1961-1962, 1969-1970, 1978-1979, 1986-1987, 2009-2010, 2010-2011

## Tifoseria
Il Fotbal Club Brașov ha molti sostenitori in tutta la Romania , ma la tifoseria principale si trova nel distretto di Brașov . Nel 1936, la fondazione ufficiale del club che sarebbe poi diventato il Fotbal Club Brașov diede alla città non solo una squadra, ma anche un simbolo. Nel corso dei decenni, i portabandiera, il cui soprannome deriva dalla bandiera nera e gialla inscritta nel logo, hanno formato un nucleo compatto di sostenitori, costantemente presenti a prescindere dai risultati sul campo.

### Storia

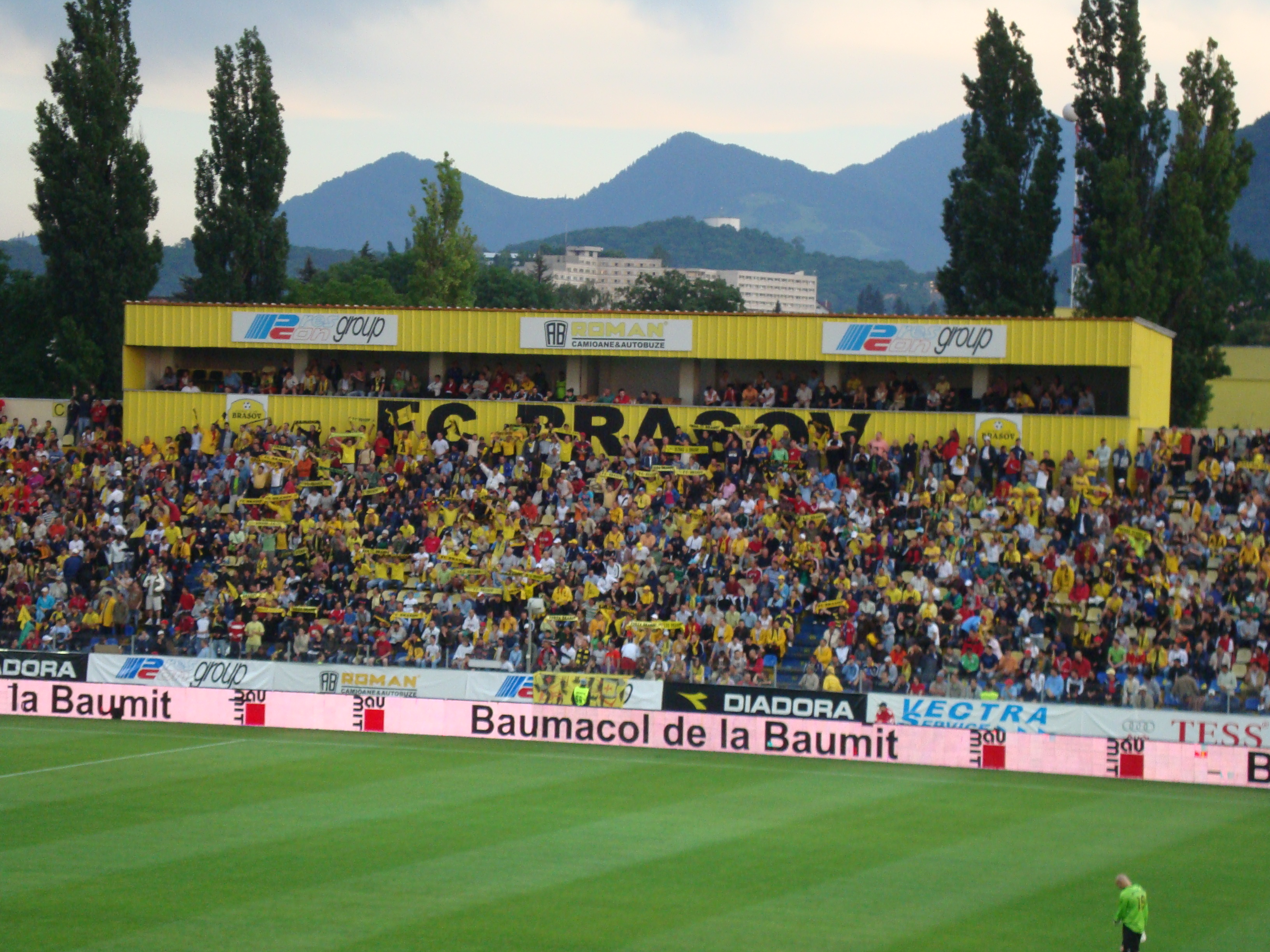
Tifosi del Brașov

Gli anni Settanta hanno rappresentato un periodo di riferimento per i tifosi del Brașov, una fase che ha consolidato le tradizioni e la cultura dei sostenitori della bandiera. La galleria era strutturata in quartieri, ognuno con il proprio gruppo di sostenitori. Al centro della Tribuna 2 , la zona più popolata, c'erano i tifosi del quartiere Astra , considerato il più grande e numeroso. Sulla destra c'erano i sostenitori dei quartieri Bartolomeu , Tractorul e Valea Cetății , sulla sinistra i sostenitori degli altri quartieri della città.  L'organizzazione era rigorosa, ogni gruppo aveva un leader, una bandiera gialla e nera personalizzata, ed era ben noto all'interno della fazione. I leader coordinavano l'atmosfera nello stadio, sedendosi nelle file più basse e dettando il tono dei cori e delle canzoni. La presenza nelle prime file era riservata ai membri più attivi, soprattutto a coloro che accompagnavano la squadra nelle trasferte.
Negli anni Novanta, sotto l'influenza del fenomeno ultras importato dall'Italia e dall'Europa occidentale, cominciarono ad apparire a Brașov le prime forme di sostegno organizzato radicale . La tribuna dell'FC Brașov ha conosciuto un notevole sviluppo, con la formazione di gruppi organizzati che hanno apportato ulteriore energia e creatività al supporto della squadra, creando così il Peluza Brasoveană, un'area in cui gli ultras del Brașov hanno fatto sentire la loro presenza fino alla demolizione del prato dello Stadio Tineretului . Nell'autunno del 1998 venne fondato il primo gruppo ultras di tifosi di Brașov, chiamato Flank Ultra '98 . Questa iniziativa ha segnato l'inizio di una nuova era nel sostegno alla squadra, caratterizzata da elaborate coreografie, striscioni spettacolari e una forte presenza vocale nello stadio. Non si trattava più solo di supportare passivamente la squadra, ma di costruire uno spettacolo collettivo, un messaggio di appartenenza e di orgoglio.
Dopo l'ondata del fenomeno ultras a Brasov, è scoppiata una bufera che ha portato a un declino radicale all'interno del Peluza Brasoveană. Nel 2007 venne fondato il gruppo Delinquent '07 , che riuscì a riorganizzare gli ultras di Brasov stabilendo la base nel Prato Nord, che fu demolito, per poi trasferirsi al Peluza Brasoveană.  Negli anni successivi, altri gruppi rafforzarono il settore ultras come il Provincial Brașov '09, Astra Korps '09, Grupo Alcoli '10, Gherila '11.  I gruppi ultras di Brașov furono organizzati nella Liga Suporterilor Stegari '10.
Nel 2017, l'FC Brașov è stato dichiarato fallito, lasciando un vuoto profondo nel cuore dei suoi tifosi. In risposta, fondarono l'AS SR Brașov , una squadra supportata e gestita dai tifosi. Attualmente, i gruppi che supportano la squadra SR Brasov , all'interno di Tribune 2 , sono Youth '17, Caesa Ultra '18 .

### Gemellaggi e rivalità
Avevano rapporti amichevoli con i sostenitori dell'Universitatea Cluj, Gaz Metan Mediaș e Ceahlăul Piatra Neamț.
L'FC Brașov ha avuto rivalità locali contro le squadre Tractorul Brașov , ICIM Brașov e Metrom Brașov .
Ma il rivale più acerrimo era il Tractorul Brașov , la rivalità è nota come Derby di Brașov. Si incontrarono per la prima volta nel Derby di Brasov solo dopo la fine della Seconda Guerra Mondiale , nella primissima edizione del dopoguerra, 1945-1946. La retrocessione del 1975 trasformò i portabandiera in ospiti ufficiali dello stadio Tractorul, per la prima volta in 21 anni. Nelle cinque stagioni successive della Divisione B, solo due derby vennero giocati nello stadio con la tribuna in mattoni rossi, mentre i padroni di casa spostarono gli altri tre allo Stadio Municipale , a causa dell'enorme numero di spettatori che questo derby locale attirava. La partita dell'aprile 1976 fu la prima vittoria della squadra nella storia, ottenuta in via 13 Decembrie contro il Tractorului. Due decenni dopo, esattamente il 13 marzo 1999, Tractorul e FC Brașov si incontrarono per l'ultima volta in una partita ufficiale. Settemila spettatori assistettero a questo momento ormai storico.
Tra le rivalità più note c'è quella con la galleria della Steaua Bucarest . Nel corso degli anni, gli scontri tra le due parti sono stati caratterizzati da particolare intensità, sia dentro che fuori dallo stadio.

## Organico

### Rosa 2013-2014
| N. |                       | Ruolo | Calciatore        |
| -- | --------------------- | ----- | ----------------- |
| 1  | Romania (bandiera)    | P     | Valentin Bordea   |
| 4  | Romania (bandiera)    | D     | Marius Constantin |
| 5  | Romania (bandiera)    | C     | Șerban Moraru     |
| 7  | Romania (bandiera)    | C     | Iulian Popa       |
| 8  | Romania (bandiera)    | C     | Alexandru Mateiu  |
| 9  | Romania (bandiera)    | A     | Andrei Cristea    |
| 10 | Romania (bandiera)    | C     | Georgian Păun     |
| 11 | Romania (bandiera)    | C     | Cristian Manea    |
| 12 | Romania (bandiera)    | D     | Cristian Ionescu  |
| 13 | Romania (bandiera)    | P     | Daniel Mutu       |
| 15 | Portogallo (bandiera) | C     | Diogo Santos      |
| 19 | Croazia (bandiera)    | C     | Adnan Aganović    |
| 20 | Romania (bandiera)    | A     | Romeo Surdu       |
| 21 | Portogallo (bandiera) | C     | Davide            |

| N. |                       | Ruolo | Calciatore          |
| -- | --------------------- | ----- | ------------------- |
| 22 | Portogallo (bandiera) | D     | Serginho            |
| 23 | Portogallo (bandiera) | D     | Ricardo Machado     |
| 25 | Romania (bandiera)    | D     | Alexandru Vagner    |
| 26 | Portogallo (bandiera) | C     | Bruno Madeira       |
| 28 | Croazia (bandiera)    | D     | Mislav Leko         |
| 29 | Romania (bandiera)    | A     | Adrian Cozac        |
| 30 | Romania (bandiera)    | P     | Florin Iacob        |
| 31 | Romania (bandiera)    | C     | Ștefan Grigorie     |
| 32 | Romania (bandiera)    | D     | Bogdan Străuț       |
| 33 | Romania (bandiera)    | D     | Vlad Potecu         |
| 47 | Portogallo (bandiera) | A     | Diogo Fonseca       |
| 55 | Romania (bandiera)    | C     | Alexandru Ciocâlteu |
| 77 | Romania (bandiera)    | C     | János Székely       |
| 94 | Romania (bandiera)    | C     | Rareș Enceanu       |

### Rosa 2012-2013
| N. |                        | Ruolo | Calciatore          |
| -- | ---------------------- | ----- | ------------------- |
| 1  | Romania (bandiera)     | P     | Bogdan Cauca        |
| 2  | Spagna (bandiera)      | D     | Javi Velayos        |
| 3  | Romania (bandiera)     | D     | Radu Barbu          |
| 5  | Romania (bandiera)     | C     | Șerban Moraru       |
| 6  | Romania (bandiera)     | D     | Sergiu Oltean       |
| 7  | Romania (bandiera)     | C     | Iulian Popa         |
| 8  | Romania (bandiera)     | C     | Alexandru Mateiu    |
| 10 | Romania (bandiera)     | A     | Paul Batin          |
| 13 | Romania (bandiera)     | P     | Daniel Mutu         |
| 14 | Romania (bandiera)     | A     | Georgian Păun       |
| 16 | Portogallo (bandiera)  | C     | Nuno Viveiros       |
| 17 | Romania (bandiera)     | C     | Daniel Tătar        |
| 19 | Paesi Bassi (bandiera) | A     | Frank Wiafe Danquah |

| N. |                       | Ruolo | Calciatore        |
| -- | --------------------- | ----- | ----------------- |
| 20 | Romania (bandiera)    | C     | Rareș Enceanu     |
| 21 | Portogallo (bandiera) | C     | Davide            |
| 23 | Portogallo (bandiera) | D     | Ricardo Machado   |
| 25 | Romania (bandiera)    | D     | Alexandru Vagner  |
| 26 | Portogallo (bandiera) | C     | Bruno Madeira     |
| 27 | Francia (bandiera)    | A     | Ayhan Güçlü       |
| 26 | Brasile (bandiera)    | C     | Williams          |
| 27 | Romania (bandiera)    | A     | Cosmin Năstăsie   |
| 28 | Romania (bandiera)    | D     | Cristian Munteanu |
| 29 | Romania (bandiera)    | A     | Mugurel Buga      |
| 30 | Romania (bandiera)    | P     | Andrei Marinescu  |
| 55 | Romania (bandiera)    | D     | Daniel Dumbravă   |
| 80 | Romania (bandiera)    | C     | Robert Iakab      |

### Rose delle stagioni precedenti
- 2011-2012
- 2010-2011